# عطف (استان غردایه)
عطف (به عربی: العطف) یک شهرداری در الجزایر است که در استان غردایه واقع شده‌است.
 عطف  ۱۴٬۷۵۲ نفر جمعیت دارد و ۴۵۸ متر بالاتر از سطح دریا واقع شده‌است.